# Accidente ferroviario de Sinéu de 2010
El accidente ferroviario de Sinéu de 2010 fue un accidente ferroviario que tuvo lugar el 19 de mayo de 2010 a pocos metros de la estación de Sinéu, en España, perteneciente a la red de Servicios Ferroviarios de Mallorca (SFM) cuando, un tren de la compañía, descarriló de la vía al colisionar con varios kilogramos de tierra y piedras, causando un total de treinta heridos. El maquinista del tren murió en el 2023 a causa de las enormes secuelas que tuvo después del accidente. Al parecer, la noche anterior un muro de contención, de tres por diez metros, ubicado en la ladera de la montaña se vino abajo y obstruyó la vía. Ello motivó que el primer tren de la mañana chocara con los escombros y, al estar estos en una curva, no ser visibles. La posterior investigación de la comisión de investigación determinó que la causa del accidente se produjo a un defecto en el anclaje del muro, el cual había cedido debido a las fuertes lluvias de las semanas previas al siniestro.
Seis años antes había tenido lugar en el mismo tramo un accidente ferroviario de características muy similares.